# Prix Tähtivaeltaja
Le prix Tähtivaeltaja est un prix littéraire de science-fiction finlandais. Il est décerné à Helsinki chaque année depuis 1986 et récompense une œuvre de science-fiction parue en langue finnoise.

## Lauréats
- 1986 : Planeetta nimeltä Shajol par Cordwainer Smith (titre français : La Planète Shayol)
- 1987 : Naisten planeetta par Joanna Russ (titre français : L'Autre Moitié de l'homme)
- 1988 : Veren musiikkia par Greg Bear (titre français : La Musique du sang)
- 1989 : Kolmas konstaapeli par Flann O'Brien (titre français : Le Troisième Policier)
- 1990 : Helliconia-trilogia par Brian Aldiss (en français : Trilogie d'Helliconia)
- 1991 : Hämärän vartija par Philip K. Dick (titre français : Substance Mort)
- 1992 : Neurovelho par William Gibson (titre français : Neuromancien)
- 1993 : Oraakkelin kirja par Philip K. Dick (titre français : Le Maître du Haut Château)
- 1994 : Kuuma pää par Simon Ings (en) (titre original : Headlong)
- 1995 : Pelaaja par Iain Banks (titre français : L'Homme des jeux)
- 1996 : Harhainvalta par Mary Rosenblum (titre français : Chimère)
- 1997 : Flicker par Theodore Roszak (titre français : La Conspiration des ténèbres)
- 1998 : Hyperion par Dan Simmons (titre français : Hypérion)
- 1999 : Baol par Stefano Benni (titre français : Baol)
- 2000 : Suuret apinat par Will Self (titre français : Les Grands Singes)
- 2001 : Missä junat kääntyvät par Pasi Ilmari Jääskeläinen
- 2002 : Musiikkiuutisia par Jonathan Lethem (titre français : Flingue sur fond musical)
- 2003 : Tokio ei välitä meistä enää par Ray Loriga (en) (titre original : Tokio ya no nos quiere)
- 2004 : Super-Cannes par J. G. Ballard (titre français : Super-Cannes)
- 2005 : Valo par M. John Harrison (titre français : L'Ombre du Shrander)
- 2006 : Sarasvatin hiekkaa par Risto Isomäki (en)
- 2007 : Troikka par Stepan Chapman (en) (titre original : The Troika)
- 2008 : Olen legenda par Richard Matheson (titre français : Je suis une légende)
- 2009 : Tie par Cormac McCarthy (titre français : La Route)
- 2010 : Vellum: Kaikkeuden kirja 1 par Hal Duncan (titre français : Vélum)
- 2011 : Kirkkaan selkeää  par Maarit Verronen (fi)
- 2012 : Kvanttivaras par Hannu Rajaniemi (titre français : Le Voleur quantique)
- 2013 : Kiduttajan varjo par Gene Wolfe (titre français : L'Ombre du bourreau)
- 2014 : Sokeanäkö par Peter Watts (titre français : Vision aveugle)
- 2015 : Lomonosovin moottori  par Antti Salminen (fi)
- 2016 : Uusi maa par Margaret Atwood (titre français : MaddAddam)
- 2017 : Zoo City – Eläinten valtakunta par Lauren Beukes (titre français : Zoo City)
- 2018 : Tuomiopäivän karavaani par Jani Saxell
- 2019 : He hukkuvat äitiensä kyyneliin par Johannes Anyuru (en)
- 2020 : Testamentit par Margaret Atwood (titre français : Les Testaments)
- 2021 : Kuunpäivän kirjeet par Emmi Itäranta
- 2022 : Klara ja aurinko par Kazuo Ishiguro (titre français : Klara et le Soleil)
- 2023 : Kivinen taivas par N. K. Jemisin (titre français : Les Cieux pétrifiés)
- 2024 : Tällä tavalla hävitään aikasota par Amal El-Mohtar et Max Gladstone (titre français : Les Oiseaux du temps)